# Symfonie nr. 4 (Wordsworth)
William Wordsworth schreef zijn Symfonie nr. 4 in Es majeur opus 54 in het voorjaar van 1953.
Wordsworth schreef het werk voor dirigent John Barbirolli, die nogal wat werken van Wordsworth op de lessenaars zette. De componist droeg het werk dan ook op aan de dirigent en het Hallé Orchestra, welke combinatie de première verzorgde in september 1954 in Edinburgh tijdens het Edinburgh Festival. Dat was dan ook de enige keer dat Barbirolli het werk dirigeerde; hij zou moeite hebben gehad een passage in 10/8 te dirigeren. 
Het is een eendelig werk, dat in een aantal secties uiteenvalt. De introductie in Poco adagio laat een eerste thema horen in de fluiten en ook het es-majeurakkoord is dan al te horen. De langzame fragment binnen deze sectie gaat over in een sneller Allegro met twee motieven. De eerste is te horen in de violen en fluiten; het tweede in de strijkerssectie en de houtblazers. in de trompetpartij wordt het thema uit het begin herhaalt. Een tweede sectie, dit keer met marsinvloeden wordt aangekondigd door vier tonen (twee lang, twee kort) in de pauken en contrabassen. Er volgt weer een langzame passage Poco adagio. Deze gaat over in de finale, opnieuw in Allegro. Deze finale haalt de eerder te horen thema’s weer naar voren en sluit af met een juichend slot.
De ontvangst in de muziekpers was goed, zij wezen voornamelijk op het vakmanschap. De opname uit 2018 verhaalt van invloeden van Edward Elgar en Jean Sibelius. Dit kon niet voorkomen dat het werk, net als andere werken van Wordsworth, naar de achtergrond verdween. Van het werk is wel een studio-opname voor de radio bekend, in de aanmelding wordt vermeld dat Wordsworth dan vier symfonieën op zijn naam heeft staan. Uitvoerenden waren Maurice Miles en het BBC Scottish Symphony Orchestra. 
Orkestratie:
- 2 dwarsfluiten (II ook piccolo), 2 hobo’s,  2 klarinetten, 2 fagotten
- 4 hoorns, 3 trompetten, 2 trombones, 1 bastrombone, 1 tuba
- pauken, 3 a 4 man/vrouw percussie (gong, bekkens, grote trom, kleine trom, xylofoon)
- violen, altviolen, celli, contrabassen